# Oeverwal

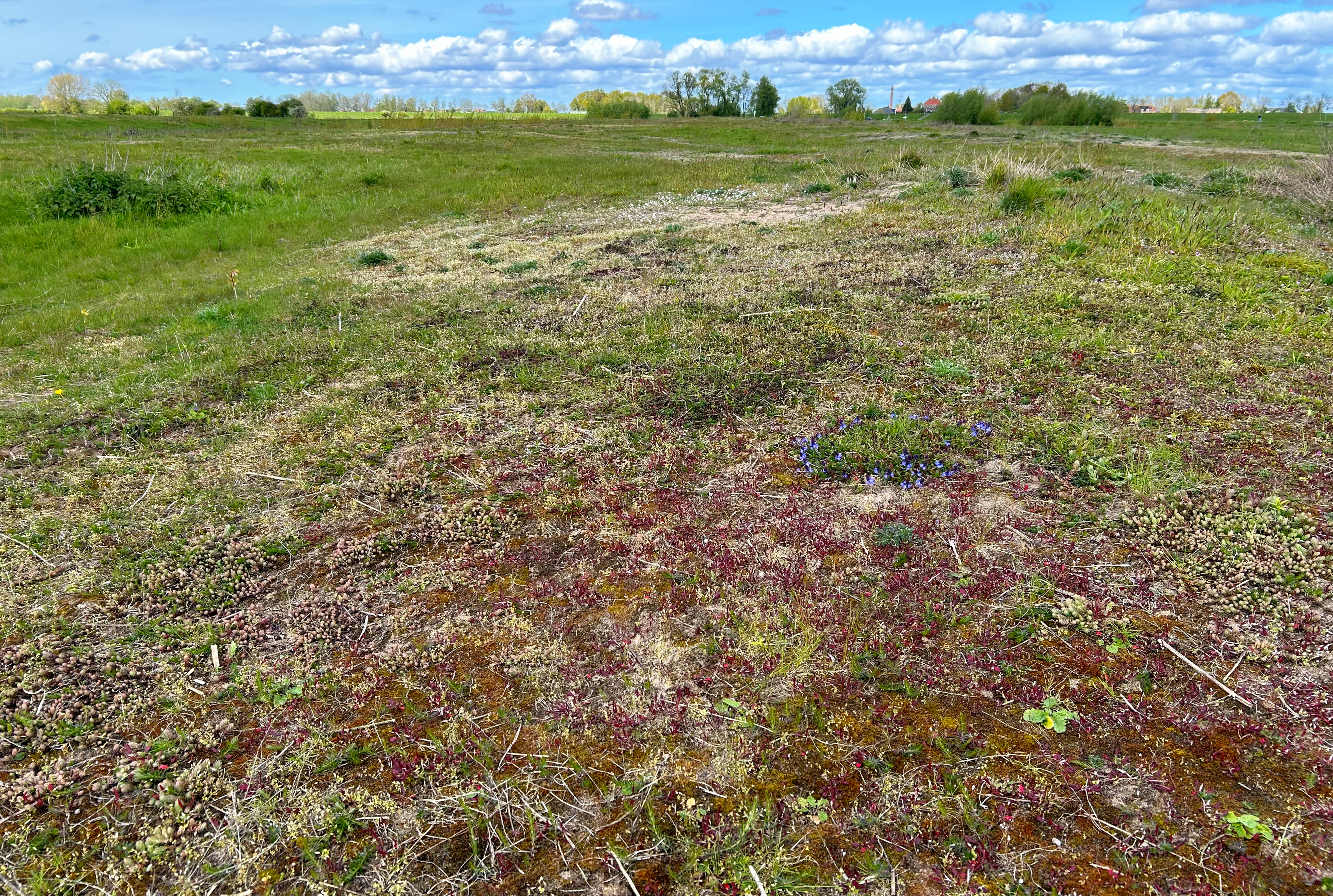
Een zandige oeverwal met vegetatie van de associatie van vetkruid en tijm.

Een oeverwal is een natuurlijke landschapsvorm die ontstaat langs meanderende rivieren. 

## Ontstaan
Oeverwallen worden door het stromende water zelf, van nature opgeworpen. Tijdens hoge afvoeren treedt een rivier buiten de oevers. Het overstromend gebied direct naast de rivier loopt relatief snel vol en wordt daarna traag meestromend water. Het water in de diepere geul zelf stroomt harder en vervoert sediment (klei, silt, fijn zand - grover materiaal wordt alleen in de diepe delen van de geul over de bodem vervoerd). Oeverwallen vormen zich tussen geul en overstroomd gebied, omdat daar de stroomsnelheid plotseling afneemt en fijn zand, silt en klei er bezinken. Vergeleken met overstromingsafzettingen verderweg van de rivier, zijn oeverwalafzettingen grover van korrelgrootte. Daardoor is de bovengrond op oeverwallen lichter bewerkbaar dan de zware kleigronden verder van de rivier af.
Over een langere periode (honderden jaren bij gemiddeld een overstroming per jaar, langs geulen met dagelijks getij veel sneller) bouwt zich de oeverwal steeds hoger op, en wordt steeds breder. Dit betekent dat het gebied verder van de rivier af steeds minder vaak overstroomt (bij hogere dus zeldzamere afvoeren).

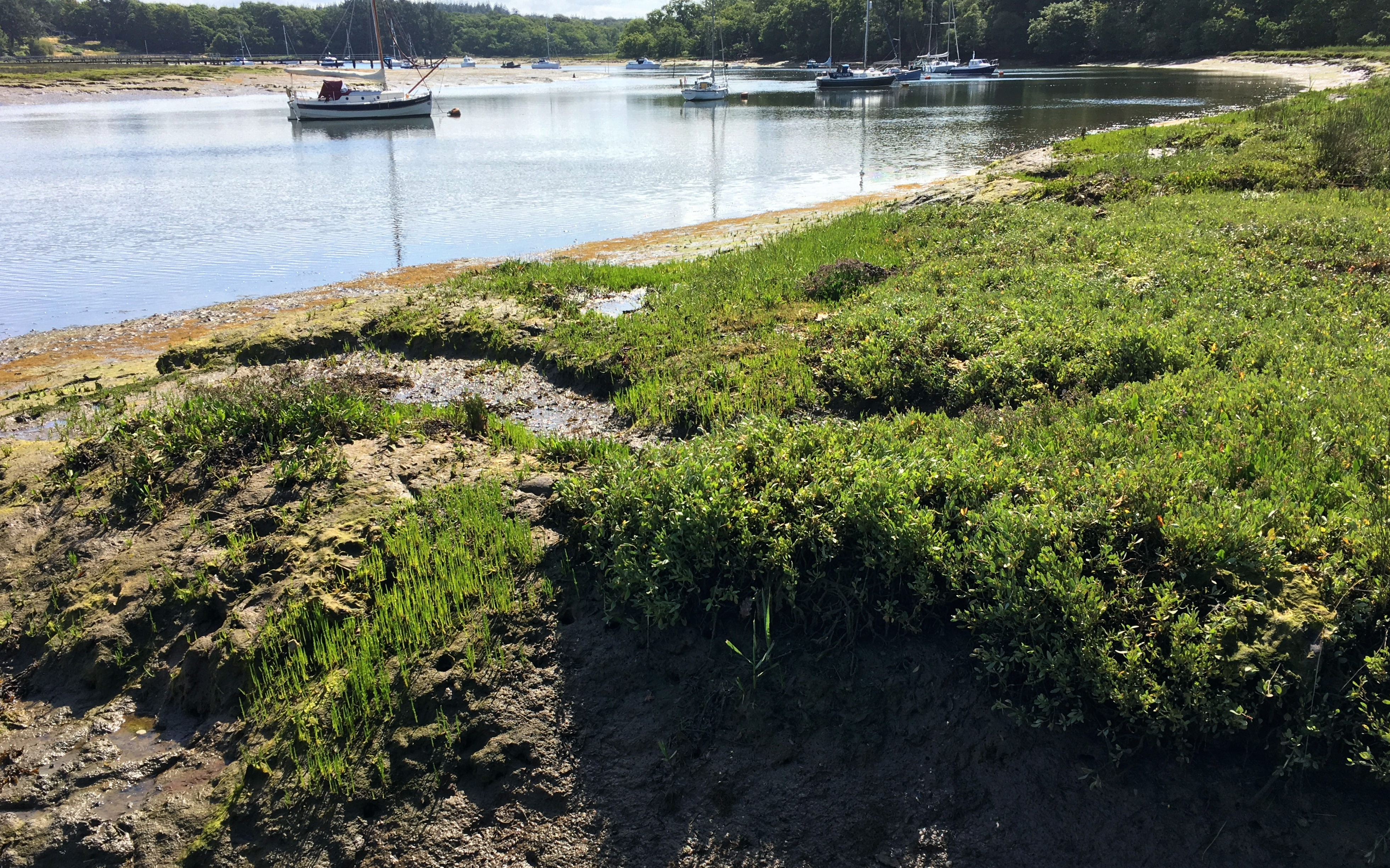
Een zilte oeverwal langs de monding van de Beaulieu River.

In tijden van hoger water kan rivierwater over en door de oeverwallen heen stromen. Wanneer de rivier de oeverwal doorbreekt, kan zij nieuwe geulen uitschuren die nieuwe rivierlopen vormen (avulsie, in delta's een veelvoorkomend verschijnsel). Een meanderende rivier verplaatst zich in de loop der tijd, waarbij bochten uitbouwen en afgesneden kunnen raken. Er kunnen hierbij (tijdelijke) eilanden in de meanderende rivier ontstaan en korte nevengeulen die parallel aan de grootste geul (de hoofdstroom) lopen.

## Landgebruik, bewoning
Typische hoogtes ten opzichte van de omgeving zijn langs de Rijn in Nederland zo'n 1–1,5 m ten opzichte van de omgeving. Het lokaal hoogste deel van de oeverwal ligt veelal vlak langs (voormalige) buitenbochten van rivieren. De breedte van de oeverwal hangt af van de grootte van de rivier - voor hoofdlopen van de Rijn enige honderden meters. Op natuurlijke oeverwallen groeit vaak ooibos. Afgezien van tijdens extreme hoogwaters en overstromingen, is het gebied relatief droog (de grondwaterspiegel ligt 1 à 2 m diep) - zeker in vergelijking met de bedding en de overstromingsgebieden (kommen) aan weerszijden. 
In het rivierengebied van Nederland zijn de oeverwallen van huidige en voormalige rivieren (stroomruggen) vaak centra van bewoning, en van akkerbouw en fruitteelt (boomgaarden). De rivierbeddingen werden voor transport en watervoorziening gebruikt, de kommen voor weidebouw en rietteelt. Oeverwallen en stroomruggen herbergen vaak grotere archeologische vindplaatsen.